# Wouldn’t Change a Thing
«Wouldn’t Change a Thing» — песня австралийской певицы Кайли Миноуг. Сначала, в июле 1989 года, она была издана отдельным синглом, а потом на вышедшем в октябре того же года — втором студийном альбоме Enjoy Yourself.
В Великобритании сингл с песней «Wouldn’t Change a Thing» достиг второго места (в национальном сингловом чарте).

## История создания
Песня была написана и спродюсирована авторским и продюсерским трио Сток, Эйткен и Уотерман.